# Vilar de Santos
Vilar de Santos là một đô thị trong tỉnh Ourense, thuộc vùng Galicia ở tây bắc Tây Ban Nha. Diện tích đô thị Vilar de Santos là 20,7 km2, dân số năm 2006 là 1011 người.

## Biến động dân số
| Biến động dân số của Vilar de Santos - giai đoạn 1900 và 2004 -                                                                      |       |       |       |       |
| 1900 | 1930  | 1950  | 1981  | 2004  |
| 1.514 | 1.592 | 1.792 | 1.967 | 1.004 |
| Fuentes: INE e IGE (Los criterios de registro censal variaron entre 1900 y 2004, y los datos del INE y del IGE pueden no coincidir.) |       |       |       |       |